# Karl-Heinz Göttert

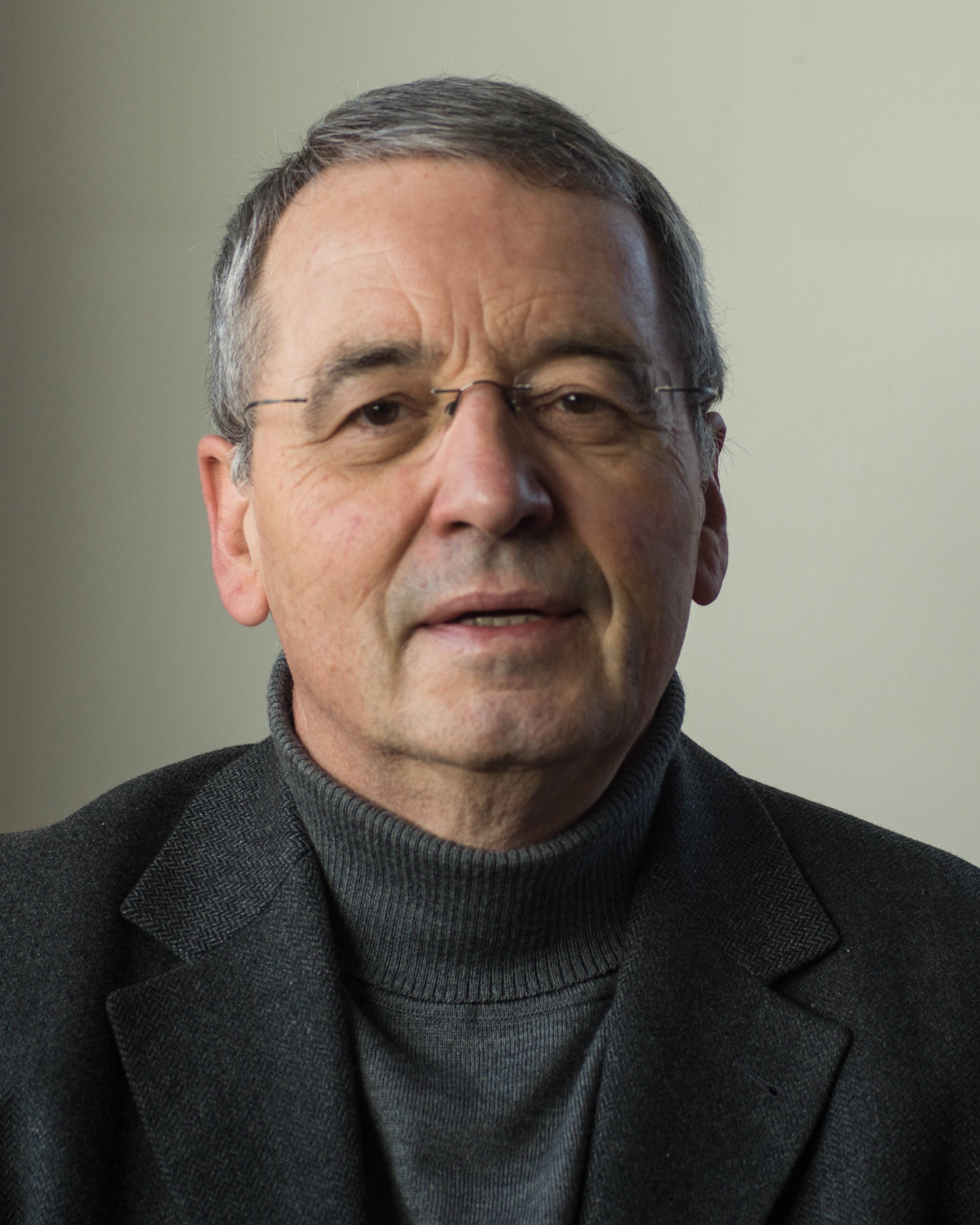
Karl-Heinz Göttert (2014)

Karl-Heinz Göttert (* 25. Februar 1943 in Koblenz) ist ein deutscher Germanist und Schriftsteller. Er ist emeritierter Professor für Germanistik an der Universität zu Köln.

## Leben und Wirken
Karl-Heinz Göttert studierte Geschichte und Deutsch an der Universität zu Köln und schloss sein Studium mit dem Ersten Staatsexamen und anschließender Promotion ab. Danach war er seit 1970 Akademischer Rat und Oberrat. Im Jahr 1985 habilitierte er sich und war von 1990 bis 2009 außerplanmäßiger Professor für Ältere Deutsche Literatur an der Universität zu Köln. Auch im Ruhestand lehrte er weiter an den Universitäten in Prag, Hangzhou, Guangzhou (Kanton) und Schanghai (dort Honorarprofessor).
Zu Götterts Forschungsgebieten gehören die Themenfelder Literatur des Mittelalters, Rhetorik, Kulturgeschichte und Sprachgeschichte. In seinem Buch Deutsch. Biografie einer Sprache (2010) spiele Göttert die Gefahr, die dem Deutschen heute durch die Anglisierung drohe, zu stark herunter, kritisierte Hans-Martin Gauger. Mit seinem Buch Mythos Redemacht stand er auf der Shortlist für den Preis der Leipziger Buchmesse 2015 in der Kategorie Sachbuch/Essayistik.
Göttert hat auch mehrere historische Kriminalromane sowie Bücher über Orgeln verfasst.

## Familie
Karl-Heinz Göttert ist verheiratet und hat zwei Töchter.

## Werke (Auswahl)
- Neues Deutsches Wörterbuch. Mit 100.000 Eintragungen. Helmut Lingen Verlag, Köln 2011 (Erstauflage 2008).

### Wissenschaftliche Schriften
- Tugendbegriff und epische Struktur in höfischen Dichtungen. Böhlau, Köln/Wien 1971, ISBN 3-412-31871-X.
- mit Wolfgang Herrlitz: Linguistische Propädeutik. 2 Bände. I. Theoretische Grundlagen. II. Aufgaben und Materialien. Niemeyer, Tübingen 1977, ISBN 3-484-25024-0.
- Argumentation. Niemeyer, Tübingen 1978, ISBN 3-484-25027-5.
- Kommunikationsideale. Untersuchungen zur europäischen Konversationstheorie. Iudicium, München 1988, ISBN 3-89129-211-2.
- Einführung in die Rhetorik. Grundbegriffe – Geschichte – Rezeption. Fink, München 1991 (UTB 1599), ISBN 3-7705-2679-1.
- Knigge oder: Von den Illusionen des anständigen Lebens. dtv, München 1995, ISBN 3-423-04672-4.
- Geschichte der Stimme. Fink, München 1998, ISBN 3-7705-3281-3.
- Magie. Zur Geschichte des Streits um die magischen Künste unter Philosophen, Theologen, Medizinern, Juristen und Naturwissenschaftlern von der Antike bis zur Aufklärung. Fink, München 2001, ISBN 3-7705-3596-0.
- Kleine Schreibschule für Studierende. Fink, München 2002, ISBN 3-8252-2068-0.
- Daumendrücken. Der ganz normale Aberglaube im Alltag. Philipp Reclam jun. Verlag, Stuttgart 2003, ISBN 978-3-15-010533-7.
- Einführung in die Stilistik (zusammen mit Oliver Jungen). Fink, Paderborn 2004, ISBN 3-8252-2567-4.
- Eile mit Weile. Herkunft und Bedeutung der Sprichwörter. Philipp Reclam jun. Verlag, Stuttgart 2005, ISBN 3-15-010579-X.
- Alle unsere Feste. Ihre Herkunft und Bedeutung. Philipp Reclam jun. Verlag, Stuttgart 2007, ISBN 978-3-15-010645-7.
- Es gibt keinen Kuß mehr. Die (neue) Rechtschreibung erklärt. Philipp Reclam jun. Verlag, Stuttgart 2007, ISBN 978-3-15-020157-2.
- Zeiten und Sitten. Eine Geschichte des Anstands. Philipp Reclam jun. Verlag, Stuttgart 2009, ISBN 978-3-15-010703-4.
- Deutsch. Biografie einer Sprache. Ullstein, Berlin 2010, ISBN 3-550-08778-0.
- Schwätzer, Leben mit Flegeln. Philipp Reclam jun. Verlag, Stuttgart 2010, ISBN 978-3-15-020200-5.
- Die Ritter. Philipp Reclam jun. Verlag, Stuttgart 2011, ISBN 978-3-15-010807-9.
- Alles außer Hochdeutsch. Ein Streifzug durch unsere Dialekte. Ullstein, Berlin 2011, ISBN 978-3-550-08877-3.
- Abschied von Mutter Sprache. Deutsch in Zeiten der Globalisierung. S. Fischer Verlag, Frankfurt am Main 2013, ISBN 978-3-10-029715-0.
- Mythos Redemacht. Eine andere Geschichte der Rhetorik. S. Fischer, Frankfurt am Main 2015, ISBN 978-3-10-026531-9.
- Luthers Bibel. Geschichte einer feindlichen Übernahme. S. Fischer, Frankfurt am Main 2017, ISBN 978-3-10-397257-3.
- Deutsche Sprache. Philipp Reclam jun., Stuttgart 2017, ISBN 978-3-15-020444-3.
- Als die Natur noch sprach. Mensch, Tier und Pflanze vor der Moderne. Philipp Reclam jun., Stuttgart 2019, ISBN 978-3-15-011204-5.
- Die Sprachreiniger. Der Kampf gegen Fremdwörter und der deutsche Nationalismus. Propyläen Verlag, Berlin 2019, ISBN 978-3-54-910009-7.
- Astrologie. Reclam, Stuttgart 2020, ISBN 978-3-15-020572-3.
- Weihnachten. Biographie eines Festes. Reclam, Stuttgart 2020, ISBN 978-3-15-011306-6.
- Der Rhein. Eine literarische Reise. Reclam, Stuttgart 2021, ISBN 978-3-15-011356-1
- Letzte Werke. Womit sich unsere Dichter, Musiker, Künstler von der Welt verabschiedeten. Schwabe Verlag, Basel 2022, ISBN 978-3-7965-4612-9.
- Massen in Bewegung. Über Menschenzüge (= Die Andere Bibliothek. Band 457). Aufbau, Berlin 2023, ISBN 978-3-8477-0457-7.

### Editionen
- Heinrich der Glîchezâre: Reinhart Fuchs. Mittelhochdeutsch und neuhochdeutsch. Reclam, Stuttgart 1976, ISBN 3-15-009819-X.
- Adolph Freiherr Knigge: Über den Umgang mit Menschen. Reclam, Stuttgart 1991, ISBN 3-15-001138-8.
- Adolph Freiherr Knigge: Über den Umgang mit Menschen. Eine Auswahl. Reclam, Stuttgart 2009, ISBN 978-3-15-010705-8.
- Martin Luther: Die 95 Thesen. S. Fischer, Frankfurt am Main 2016.
- Martin Luther. Das große Lesebuch. S. Fischer, Frankfurt am Main 2017.
- mit Günter Wallraff (Hrsg.): Fallada zum Vergnügen. Reclam, Stuttgart 2022, ISBN 978-3-15-014258-5.

### Romane
- Entschlüsselte Geheimnisse. Emons, Köln 2005, ISBN 3-89705-392-6.
- Anschlag auf den Telegraphen. Emons, Köln 2004, ISBN 3-89705-336-5.
- Das Ohr des Teufels. Emons, Köln 2003, ISBN 3-89705-314-4.
- Die Stimme des Mörders. Emons, Köln 2003, ISBN 3-89705-280-6.

### Bücher über Orgeln
Zusammen mit Eckhard Isenberg:
- Orgelführer Deutschland. Bärenreiter Kassel 1998, ISBN 3-7618-1347-3.
- Orgeln in Köln. Bachem, Köln 1998, ISBN 3-7616-1321-0.
- Orgelführer Europa. Bärenreiter, Kassel 2000, ISBN 3-7618-1475-5.
- Orgeln! Orgeln! Bärenreiter, Kassel 2002, ISBN 3-7618-1566-2.
- Orgelführer Deutschland. Band 2. Bärenreiter, Kassel 2008, ISBN 978-3-7618-1710-0.
- Orgeln im Ruhrgebiet. Bachem, Köln 2010, ISBN 978-3-7616-2347-3.

Als alleiniger Autor:
- Die Orgel. Kulturgeschichte eines monumentalen Instruments. Bärenreiter, Kassel 2017, ISBN 978-3-7618-2411-5.